# Campeonato Mundial de Ciclismo en Pista

El Campeonato Mundial de Ciclismo en Pista es la competición de ciclismo en pista más importante a nivel mundial. Es organizado anualmente por la Unión Ciclista Internacional (UCI).
La UCI ha celebrado continuamente campeonatos mundiales en las diferentes especialidades del ciclismo en pista desde 1893. Hasta 1992 se celebraban competiciones por separado para ciclistas aficionados ("amateur") y ciclistas profesionales.

## Ediciones
| Núm.                                                                                          | Año         | Sede                                                 | País                                                 | Velódromo                                                |
| --------------------------------------------------------------------------------------------- | ----------- | ---------------------------------------------------- | ---------------------------------------------------- | -------------------------------------------------------- |
| Asociación Ciclista Internacional – Competiciones para profesionales y amateurs por separado  |             |                                                      |                                                      |                                                          |
| I                                                                                             | 1893        | Chicago                                              | Estados Unidos                                       |                                                          |
| II                                                                                            | 1894        | Amberes                                              | Bélgica                                              |                                                          |
| III                                                                                           | 1895        | Colonia                                              | Alemania                                             | Velódromo de Riehl                                       |
| IV                                                                                            | 1896        | Copenhague                                           | Dinamarca                                            | Velódromo de Ordrup                                      |
| V                                                                                             | 1897        | Glasgow                                              | Reino Unido                                          | Celtic Park                                              |
| VI                                                                                            | 1898        | Viena                                                | Austria                                              | Velódromo del Prater                                     |
| VII                                                                                           | 1899        | Montreal                                             | Canadá                                               | Velódromo de Queen's Park                                |
| Unión Ciclista Internacional – Competiciones para profesionales y amateurs por separado       |             |                                                      |                                                      |                                                          |
| VIII                                                                                          | 1900        | París                                                | Francia                                              | Parque de los Príncipes                                  |
| IX                                                                                            | 1901        | Berlín                                               | Alemania                                             | Velódromo de Friedenau                                   |
| X                                                                                             | 1902        | Roma Berlín                                          | Italia Alemania                                      | Velódromo de Friedenau                                   |
| XI                                                                                            | 1903        | Copenhague                                           | Dinamarca                                            | Velódromo de Ordrup                                      |
| XII                                                                                           | 1904        | Londres                                              | Reino Unido                                          | Velódromo del Velódromo del Crystal Palace               |
| XIII                                                                                          | 1905        | Amberes                                              | Bélgica                                              |                                                          |
| XIV                                                                                           | 1906        | Ginebra                                              | Suiza                                                |                                                          |
| XV                                                                                            | 1907        | París                                                | Francia                                              | Parque de los Príncipes                                  |
| XVI                                                                                           | 1908        | Berlín Leipzig                                       | Alemania                                             | Velódromo de Steglitz Velódromo del Sportplatz           |
| XVII                                                                                          | 1909        | Copenhague                                           | Dinamarca                                            | Velódromo de Ordrup                                      |
| XVIII                                                                                         | 1910        | Bruselas                                             | Bélgica                                              | Velódromo Karreveld                                      |
| XIX                                                                                           | 1911        | Roma                                                 | Italia                                               | Motovelódromo Appio                                      |
| XX                                                                                            | 1912        | Newark                                               | Estados Unidos                                       | Velódromo de Newark                                      |
| XXI                                                                                           | 1913        | Leipzig Berlín                                       | Alemania                                             | Velódromo del Sportplatz Estadio del Emperador Guillermo |
| XXII                                                                                          | 1914        | Copenhague                                           | Dinamarca                                            | Velódromo de Ordrup                                      |
|                                                                                               | 1915 – 1919 | No celebrados por causa de la Primera Guerra Mundial | No celebrados por causa de la Primera Guerra Mundial | No celebrados por causa de la Primera Guerra Mundial     |
| XXIII                                                                                         | 1920        | Amberes                                              | Bélgica                                              | Velódromo de Amberes Zuremborg                           |
| XXIV                                                                                          | 1921        | Copenhague                                           | Dinamarca                                            | Velódromo de Ordrup                                      |
| XV                                                                                            | 1922        | Liverpool París                                      | Reino Unido Francia                                  | Velódromo de Liverpool Parque de los Príncipes           |
| XVI                                                                                           | 1923        | Zúrich                                               | Suiza                                                | Velódromo de Zúrich Oerlikon                             |
| XVII                                                                                          | 1924        | París                                                | Francia                                              | Parque de los Príncipes                                  |
| XVIII                                                                                         | 1925        | Ámsterdam                                            | Países Bajos                                         | Estadio de Ámsterdam                                     |
| XXIX                                                                                          | 1926        | Milán Turín                                          | Italia                                               | Velódromo Sempione Motovelódromo Fausto Coppi            |
| XXX                                                                                           | 1927        | Colonia                                              | Alemania                                             | Velódromo de Müngersdorf                                 |
| XXXI                                                                                          | 1928        | Budapest                                             | Hungría                                              | Velódromo Millenáris                                     |
| XXXII                                                                                         | 1929        | Zúrich                                               | Suiza                                                | Velódromo de Zúrich Oerlikon                             |
| XXXIII                                                                                        | 1930        | Bruselas                                             | Bélgica                                              | Estadio de Heysel                                        |
| XXXIV                                                                                         | 1931        | Copenhague                                           | Dinamarca                                            | Velódromo de Ordrup                                      |
| XXXV                                                                                          | 1932        | Roma                                                 | Italia                                               | Motovelódromo Appio                                      |
| XXXVI                                                                                         | 1933        | París                                                | Francia                                              | Parque de los Príncipes                                  |
| XXXVII                                                                                        | 1934        | Leipzig                                              | Alemania                                             | Velódromo del Sportplatz                                 |
| XXXVIII                                                                                       | 1935        | Bruselas                                             | Bélgica                                              | Estadio de Heysel                                        |
| XXXIX                                                                                         | 1936        | Zúrich                                               | Suiza                                                | Velódromo de Zúrich Oerlikon                             |
| XL                                                                                            | 1937        | Copenhague                                           | Dinamarca                                            | Velódromo de Ordrup                                      |
| XLI                                                                                           | 1938        | Ámsterdam                                            | Países Bajos                                         | Estadio Olímpico                                         |
| XLII                                                                                          | 1939        | Milán                                                | Italia                                               | Velódromo Maspes-Vigorelli                               |
|                                                                                               | 1941 – 1945 | No celebrados por causa de la Segunda Guerra Mundial | No celebrados por causa de la Segunda Guerra Mundial | No celebrados por causa de la Segunda Guerra Mundial     |
| XLIII                                                                                         | 1946        | Zúrich                                               | Suiza                                                | Velódromo de Zúrich Oerlikon                             |
| XLIV                                                                                          | 1947        | París                                                | Francia                                              | Parque de los Príncipes                                  |
| XLV                                                                                           | 1948        | Ámsterdam                                            | Países Bajos                                         | Estadio Olímpico                                         |
| XLVI                                                                                          | 1949        | Copenhague                                           | Dinamarca                                            | Velódromo de Ordrup                                      |
| XLVII                                                                                         | 1950        | Rocourt                                              | Bélgica                                              | Estadio Velódromo de Rocourt                             |
| XLVIII                                                                                        | 1951        | Milán                                                | Italia                                               | Velódromo Maspes-Vigorelli                               |
| XLIX                                                                                          | 1952        | París                                                | Francia                                              | Parque de los Príncipes                                  |
| L                                                                                             | 1953        | Zúrich                                               | Suiza                                                | Velódromo de Zúrich Oerlikon                             |
| LI                                                                                            | 1954        | Colonia                                              | RFA                                                  | Velódromo de Müngersdorf                                 |
| LII                                                                                           | 1955        | Milán                                                | Italia                                               | Velódromo Maspes-Vigorelli                               |
| LIII                                                                                          | 1956        | Copenhague                                           | Dinamarca                                            | Velódromo de Ordrup                                      |
| LIV                                                                                           | 1957        | Rocourt                                              | Bélgica                                              | Estadio Velódromo de Rocourt                             |
| LV                                                                                            | 1958        | París                                                | Francia                                              | Parque de los Príncipes                                  |
| LVI                                                                                           | 1959        | Ámsterdam                                            | Países Bajos                                         | Estadio Olímpico                                         |
| LVII                                                                                          | 1960        | Leipzig                                              | RDA                                                  | Velódromo Alfred Rosch                                   |
| LVIII                                                                                         | 1961        | Zúrich                                               | Suiza                                                | Velódromo de Zúrich Oerlikon                             |
| LIX                                                                                           | 1962        | Milán                                                | Italia                                               | Velódromo Maspes-Vigorelli                               |
| LX                                                                                            | 1963        | Rocourt                                              | Bélgica                                              | Estadio Velódromo de Rocourt                             |
| LXI                                                                                           | 1964        | París                                                | Francia                                              | Parque de los Príncipes                                  |
| LXII                                                                                          | 1965        | San Sebastián                                        | España                                               | Velódromo de Anoeta                                      |
| LXIII                                                                                         | 1966        | Fráncfort                                            | RFA                                                  | Waldstadion                                              |
| LXIV                                                                                          | 1967        | Ámsterdam                                            | Países Bajos                                         | Estadio Olímpico                                         |
| LXV                                                                                           | 1968        | Roma Montevideo                                      | Italia · Uruguay                                     | Velódromo Olímpico Velódromo Municipal                   |
| LXVI                                                                                          | 1969        | Amberes Brno                                         | Bélgica · Checoslovaquia                             | Sportpaleis Velódromo de Brno                            |
| LXVII                                                                                         | 1970        | Leicester                                            | Reino Unido                                          | Velódromo Saffron Lane                                   |
| LXVIII                                                                                        | 1971        | Varese                                               | Italia                                               | Velódromo Luigi Ganna                                    |
| LXIX                                                                                          | 1972        | Marsella                                             | Francia                                              | Estadio Velódromo                                        |
| LXX                                                                                           | 1973        | San Sebastián                                        | España                                               | Velódromo de Anoeta                                      |
| LXXI                                                                                          | 1974        | Montreal                                             | Canadá                                               | Velódromo de la Universidad de Montreal                  |
| LXXII                                                                                         | 1975        | Rocourt                                              | Bélgica                                              | Estadio Velódromo de Rocourt                             |
| LXXIII                                                                                        | 1976        | Monteroni di Lecce                                   | Italia                                               | Velódromo de Ulivi                                       |
| LXXIV                                                                                         | 1977        | San Cristóbal                                        | Venezuela                                            | Velódromo José de Jesús Mora Figueroa                    |
| LXXV                                                                                          | 1978        | Múnich                                               | RFA                                                  | Radstadion                                               |
| LXXVI                                                                                         | 1979        | Ámsterdam                                            | Países Bajos                                         | Estadio Olímpico                                         |
| LXXVII                                                                                        | 1980        | Besanzón                                             | Francia                                              | Estadio Léo Lagrange                                     |
| LXXVIII                                                                                       | 1981        | Brno                                                 | Checoslovaquia                                       | Velódromo de Brno                                        |
| LXXIX                                                                                         | 1982        | Leicester                                            | Reino Unido                                          | Velódromo Saffron Lane                                   |
| LXXX                                                                                          | 1983        | Zúrich                                               | Suiza                                                | Velódromo de Zúrich Oerlikon                             |
| LXXXI                                                                                         | 1984        | Barcelona                                            | España                                               | Velódromo de Horta                                       |
| LXXXII                                                                                        | 1985        | Bassano                                              | Italia                                               | Estadio Rino Mercante                                    |
| LXXXIII                                                                                       | 1986        | Colorado Springs                                     | Estados Unidos                                       | Velódromo 7-Eleven USOTC                                 |
| LXXXIV                                                                                        | 1987        | Viena                                                | Austria                                              | Pabellón Ferry Dusika                                    |
| LXXXV                                                                                         | 1988        | Gante                                                | Bélgica                                              | Velódromo Blaarmeersen                                   |
| LXXXVI                                                                                        | 1989        | Lyon                                                 | Francia                                              | Velódromo Georges Préveral                               |
| LXXXVII                                                                                       | 1990        | Maebashi                                             | Japón                                                | Green Dome                                               |
| LXXXVIII                                                                                      | 1991        | Stuttgart                                            | Alemania                                             | Pabellón Hanns Martin Schleyer                           |
| LXXXIX                                                                                        | 1992        | Valencia                                             | España                                               | Palacio Velódromo Luis Puig                              |
| Unión Ciclista Internacional – Todas las competiciones abiertas para profesionales y amateurs |             |                                                      |                                                      |                                                          |
| XC                                                                                            | 1993        | Hamar                                                | Noruega                                              | Vikingskipet                                             |
| XCI                                                                                           | 1994        | Palermo                                              | Italia                                               | Velódromo Paolo Borsellino                               |
| XCII                                                                                          | 1995        | Bogotá                                               | Colombia                                             | Velódromo Luis Carlos Galán                              |
| XCIII                                                                                         | 1996        | Mánchester                                           | Reino Unido                                          | Velódromo de Mánchester                                  |
| XCIV                                                                                          | 1997        | Perth                                                | Australia                                            | Speed Dome                                               |
| XCV                                                                                           | 1998        | Burdeos                                              | Francia                                              | Velódromo de Burdeos                                     |
| XCVI                                                                                          | 1999        | Berlín                                               | Alemania                                             | Velódromo de Berlín                                      |
| XCVII                                                                                         | 2000        | Mánchester                                           | Reino Unido                                          | Velódromo de Mánchester                                  |
| XCVIII                                                                                        | 2001        | Amberes                                              | Bélgica                                              | Antwerps Sportspaleis                                    |
| XCIX                                                                                          | 2002        | Ballerup                                             | Dinamarca                                            | Siemens Arena                                            |
| C                                                                                             | 2003        | Stuttgart                                            | Alemania                                             | Pabellón Hanns Martin Schleyer                           |
| CI                                                                                            | 2004        | Melbourne                                            | Australia                                            | Vodafone Arena                                           |
| CII                                                                                           | 2005        | Los Ángeles                                          | Estados Unidos                                       | ADT Event Center                                         |
| CIII                                                                                          | 2006        | Burdeos                                              | Francia                                              | Velódromo de Burdeos                                     |
| CIV                                                                                           | 2007        | Palma de Mallorca                                    | España                                               | Palma Arena                                              |
| CV                                                                                            | 2008        | Mánchester                                           | Reino Unido                                          | Velódromo de Mánchester                                  |
| CVI                                                                                           | 2009        | Pruszków                                             | Polonia                                              | Arena BGZ                                                |
| CVII                                                                                          | 2010        | Ballerup                                             | Dinamarca                                            | Ballerup Super Arena                                     |
| CVIII                                                                                         | 2011        | Apeldoorn                                            | Países Bajos                                         | Omnisport Apeldoorn                                      |
| CIX                                                                                           | 2012        | Melbourne                                            | Australia                                            | Hisense Arena                                            |
| CX                                                                                            | 2013        | Minsk                                                | Bielorrusia                                          | Minsk Arena                                              |
| CXI                                                                                           | 2014        | Cali                                                 | Colombia                                             | Velódromo Alcides Nieto Patiño                           |
| CXII                                                                                          | 2015        | Saint-Quentin-en-Yvelines                            | Francia                                              | Velódromo Nacional                                       |
| CXIII                                                                                         | 2016        | Londres                                              | Reino Unido                                          | Velódromo de Londres                                     |
| CXIV                                                                                          | 2017        | Hong Kong                                            | Hong Kong                                            | Velódromo de Hong Kong                                   |
| CXV                                                                                           | 2018        | Apeldoorn                                            | Países Bajos                                         | Omnisport Apeldoorn                                      |
| CXVI                                                                                          | 2019        | Pruszków                                             | Polonia                                              | Arena BGZ                                                |
| CXVII                                                                                         | 2020        | Berlín                                               | Alemania                                             | Velódromo de Berlín                                      |
| CXVIII                                                                                        | 2021        | Roubaix                                              | Francia                                              | Velódromo Jean Stablinski                                |
| CXIX                                                                                          | 2022        | Saint-Quentin-en-Yvelines                            | Francia                                              | Velódromo Nacional                                       |
| CXX                                                                                           | 2023        | Glasgow                                              | Reino Unido                                          | Velódromo Sir Chris Hoy                                  |
| CXXI                                                                                          | 2024        | Ballerup                                             | Dinamarca                                            | Ballerup Super Arena                                     |
| CXXII                                                                                         | 2025        | Santiago                                             | Chile                                                | Velódromo Peñalolén                                      |
| CXXIII                                                                                        | 2026        | Shanghái                                             | China                                                | Velódromo de Shanghái                                    |
| CXXIV                                                                                         | 2027        | Alta Saboya                                          | Francia                                              | Por construir                                            |
| CXXV                                                                                          | 2028        | Por determinar                                       | Por determinar                                       | Por determinar                                           |
| CXXVI                                                                                         | 2029        | Abu Dabi                                             | EAU                                                  |                                                          |
| CXXVII                                                                                        | 2030        | Brisbane                                             | Australia                                            |                                                          |

1. ↑  Las competiciones de velocidad se realizaron en Roma y las de medio fondo en Berlín.
2. ↑  Las competiciones para profesionales se disputaron en Berlín y las de amateurs en Leipzig.
3. ↑  Las competiciones para profesionales se disputaron en Leipzig y las de amateurs en Berlín.
4. ↑  En Liverpool sólo se realizaron las competiciones preliminares debido a la lluvia y al mal estado del velódromo, las finales tuvieron que disputarse en París una semana más tarde.
5. ↑  Las competiciones de velocidad se realizaron en Milán y las de medio fondo en Turín.
6. ↑  Las competiciones para profesionales se disputaron en Amberes y las de amateurs en Brno.

## Medalleros históricos

### Total
- Actualizado a Ballerup 2024.

| Núm. | País              | Oro  | Plata | Bronce | Total |
| ---- | ----------------- | ---- | ----- | ------ | ----- |
| 1    | Alemania          | 151  | 141   | 154    | 446   |
| 2    | Francia           | 145  | 125   | 135    | 405   |
| 3    | Países Bajos      | 121  | 108   | 93     | 322   |
| 4    | Reino Unido       | 120  | 94    | 80     | 294   |
| 5    | Italia            | 91   | 97    | 107    | 295   |
| 6    | Australia         | 87   | 101   | 78     | 266   |
| 7    | Rusia             | 83   | 74    | 68     | 225   |
| 8    | Bélgica           | 54   | 57    | 57     | 168   |
| 9    | Estados Unidos    | 54   | 46    | 52     | 152   |
| 10   | Dinamarca         | 36   | 44    | 38     | 118   |
| 11   | Suiza             | 33   | 34    | 36     | 103   |
| 12   | España            | 20   | 22    | 15     | 57    |
| 13   | Nueva Zelanda     | 17   | 25    | 27     | 69    |
| 14   | República Checa   | 17   | 14    | 25     | 56    |
| 15   | Japón             | 16   | 15    | 20     | 51    |
| 16   | Bielorrusia       | 14   | 2     | 7      | 23    |
| 17   | Polonia           | 9    | 7     | 9      | 25    |
| 18   | Colombia          | 8    | 6     | 2      | 16    |
| 19   | Canadá            | 7    | 20    | 17     | 44    |
| 20   | Hong Kong         | 5    | 2     | 4      | 11    |
| 21   | China             | 4    | 15    | 12     | 31    |
| 22   | Austria           | 4    | 8     | 12     | 24    |
| 23   | Ucrania           | 4    | 7     | 3      | 14    |
| 24   | Cuba              | 4    | 4     | 5      | 13    |
| 25   | Lituania          | 2    | 8     | 11     | 21    |
| 26   | Noruega           | 2    | 3     | 5      | 10    |
| 27   | Irlanda           | 2    | 3     | 4      | 9     |
| 28   | Argentina         | 1    | 8     | 10     | 19    |
| 29   | México            | 1    | 7     | 4      | 12    |
| 30   | Malasia           | 1    | 2     | 5      | 8     |
| 31   | Portugal          | 1    | 2     | 3      | 6     |
| 32   | Sudáfrica         | 1    | 2     | 1      | 4     |
| 33   | Luxemburgo        | 0    | 2     | 2      | 4     |
| 33   | Trinidad y Tobago | 0    | 2     | 2      | 4     |
| 35   | Uruguay           | 0    | 2     | 0      | 2     |
| 36   | Grecia            | 0    | 1     | 2      | 3     |
| 37   | Barbados          | 0    | 1     | 1      | 2     |
| 37   | Corea del Sur     | 0    | 1     | 1      | 2     |
| 39   | Bohemia           | 0    | 1     | 0      | 1     |
| 39   | Israel            | 0    | 1     | 0      | 1     |
| 39   | Letonia           | 0    | 1     | 0      | 1     |
| 42   | Suecia            | 0    | 0     | 2      | 2     |
| 43   | Estonia           | 0    | 0     | 1      | 1     |
| 43   | Liechtenstein     | 0    | 0     | 1      | 1     |
| 43   | Kazajistán        | 0    | 0     | 1      | 1     |
|      | TOTAL             | 1115 | 1115  | 1112   | 3342  |

1. ↑  Incluye las medallas obtenidas por la RFA y la RDA entre 1949 y 1990.
2. ↑  Incluye las medallas obtenidas por la URSS.
3. ↑  Incluye las medallas obtenidas por Checoslovaquia.

### Era abierta
- De Hamar 1993 a Ballerup 2024 (era abierta: pruebas tanto para ciclistas profesionales como para  amateurs)

| Núm. | País              | Oro | Plata | Bronce | Total |
| ---- | ----------------- | --- | ----- | ------ | ----- |
| 1    | Reino Unido       | 77  | 60    | 48     | 185   |
| 2    | Francia           | 76  | 50    | 51     | 177   |
| 3    | Australia         | 69  | 78    | 59     | 206   |
| 4    | Alemania          | 61  | 54    | 65     | 180   |
| 5    | Países Bajos      | 52  | 50    | 33     | 135   |
| 6    | Estados Unidos    | 27  | 19    | 25     | 71    |
| 7    | Italia            | 25  | 25    | 30     | 80    |
| 8    | Rusia             | 25  | 23    | 32     | 80    |
| 9    | Nueva Zelanda     | 16  | 23    | 27     | 66    |
| 10   | Bielorrusia       | 14  | 2     | 7      | 23    |
| 11   | Dinamarca         | 13  | 16    | 12     | 41    |
| 12   | España            | 12  | 17    | 13     | 42    |
| 13   | Bélgica           | 12  | 11    | 20     | 43    |
| 14   | Suiza             | 8   | 3     | 5      | 16    |
| 15   | Colombia          | 7   | 6     | 2      | 15    |
| 16   | Canadá            | 5   | 14    | 14     | 33    |
| 17   | Polonia           | 5   | 3     | 5      | 13    |
| 18   | Hong Kong         | 5   | 2     | 4      | 11    |
| 19   | China             | 4   | 15    | 11     | 30    |
| 20   | Japón             | 4   | 8     | 8      | 20    |
| 21   | Ucrania           | 4   | 7     | 3      | 14    |
| 22   | Cuba              | 4   | 4     | 5      | 13    |
| 23   | República Checa   | 3   | 5     | 7      | 15    |
| 24   | Lituania          | 2   | 7     | 10     | 19    |
| 25   | México            | 1   | 7     | 4      | 12    |
| 26   | Austria           | 1   | 6     | 4      | 11    |
| 27   | Argentina         | 1   | 5     | 9      | 15    |
| 28   | Irlanda           | 1   | 3     | 3      | 7     |
| 29   | Malasia           | 1   | 2     | 5      | 8     |
| 30   | Portugal          | 1   | 2     | 3      | 6     |
| 31   | Sudáfrica         | 0   | 2     | 1      | 3     |
| 32   | Trinidad y Tobago | 0   | 2     | 0      | 2     |
| 33   | Grecia            | 0   | 1     | 2      | 3     |
| 34   | Barbados          | 0   | 1     | 1      | 2     |
| 34   | Corea del Sur     | 0   | 1     | 1      | 2     |
| 36   | Israel            | 0   | 1     | 0      | 1     |
| 36   | Letonia           | 0   | 1     | 0      | 1     |
| 36   | Uruguay           | 0   | 1     | 0      | 1     |
| 39   | Noruega           | 0   | 0     | 3      | 3     |
| 40   | Estonia           | 0   | 0     | 1      | 1     |
| 40   | Kazajistán        | 0   | 0     | 1      | 1     |
|      | TOTAL             | 536 | 537   | 534    | 1607  |